# Кармен Мер
Кармен Мер (удата Пфанер, 28. новембар 1951) била је аустријска атлетичарка,
која се такмичила у спринтерским дисциплинама и трчању са препонама, двострука освајачица медаља на европским првенствима у дворани.

## Значајнији резултати
На 2. Европском првенству у дворани 1971. у Софији елиминисана је у квалификацијама трка на 60 метара и 60 метара са препонама.
Следеће године на 3. Европском првенству у дворани 1972. у Греноблу освојила је бронзану медаљу штафетом 4 х 1 круг у саставу Кристин Кеплингер, Марија Сикора, Кармен Мер и Моника Холцшустер а у трци 50. метара са препонама заузела је 6. место.
На Европском првенству у Ротердаму 1973. освојила је сребрну медаљу са штафетом 4 х 1 круг, коју су чиниле Бригите Хест, Христа Кеплингер, Кармен Мер и Каролина Кефер. Такмичила се и на 60 метара са препонама где је завршила као 12. . Исте године учествовала је и на Летњој универзијади у Москви али је испала у полуфиналу трке на 100 метара са препонама и квалификацијама скока удаљ.

Учествовала је и на 4. Европском првенству у дворани 1974. у Гетеборгу, али без запаженијих резултата. Пала је у полуфиналу трке полуфиналу трке на 60. метара препоне, док је на 60 метара испала још у квалификацијама.
Мерова је 1974. и 1976. године била првакиња Аустрије на 100 метара са препонама, а 1973. и трећа у петобоју.
Била је рекордерка Аустрије на 100 метара са препонама у времену од 13,5 секунди (ручно мерење, 17. јун 1973. у Будимпешти) и 13,80 секунди (елетронско мерење, 30. јун 1974. у Бечу.

## Лични рекорди
| Дисциплина                     | Датум и место               | Резултат |
| ------------------------------ | --------------------------- | -------- |
| трка на 50 м (дворана)         | 10. фебруар 1973, Беблинген | 6,5      |
| трка на 60 м (дворана)         | 10. март 1974, Гетеборг     | 7,69     |
| трна на 50 м препоне (дворана) | 11. март 1972, Гренобл      | 7,17     |
| трка на 60 м препоне (дворана) | 10. март 1973, Ротердам     | 8,48     |